# 로드 오브 버밀리온: 홍련의 왕
《로드 오브 버밀리온: 홍련의 왕》(ロード オブ ヴァーミリオン 紅蓮の王)는 일본의 아케이드 게임 《로드 오브 버밀리온》을 원작한 애니메이션이다. 2018년 7월부터 9월까지 방영되었다.

## 줄거리

### 프롤로그
2030년 도쿄에서 고주파의 공명음과 붉은 안개가 발생하면서 그 소리를 들은 생물 모두가 기절하는 "대공명" 현상이 발생했다. 이것에 의해 도쿄는 수도 기능을 상실했기 때문에, 오사카가 일시적인 수도가 되었다. 또 이 현상은 정체불명의 바이러스에 의한 것으로 알려져 피해확대 방지를 위해 도쿄는 봉쇄된다.
"대공명" 6일 만에 도쿄인들은 의식을 되찾았지만 각종 괴기현상이 발생하게 됐다.같은 시기, 도쿄의 젊은이들은 "영혈의 그릇"이라는 수수께끼의 능력에 눈뜨고, 대학생 카미나 치히로도 그 혼자 기구한 운명에 휩쓸려 가는 것이었다.